# Hulmanaber
Hulmanaber (Semnopithecus), eller de grå langurer, er en slægt i familien hundeaber med cirka syv arter. Hulmanaber lever i det sydlige Asien. Det er kulturfølgere, der inden for hinduismen betragtes som hellige dyr.

## Udbredelse og habitat
Udbredelsesområdet strækker sig fra Pakistan mod sydøst over Indien til Sri Lanka samt mod øst langs Himalayas sydlige dele til Bangladesh. I de nordlige dele af udbredelsesområdet når de også Nepal, Kina og Bhutan. Hulmanaber forekommer i så forskellige habitater som halvørkner, græssletter, tropisk regnskov og bjergegne op til 4.000 meter over havet. Desuden ses de ofte i byer og ved religiøse templer.

## Udseende
Disse primater er forholdsvis store og slanke dyr. Pelsen er på ryggen grå eller noget brunlig og på bugen hvidlig, undertiden gullig. Ansigtet er sort eller violet og er uden hår. Omkring ansigtet findes en krans af hvide hår. Hårene over øjenbrynene er rettet fremad og danner en tydelig kant, hvilket adskiller hulmanaber fra langurer af slægten Presbytis (bladaber). Ungerne fødes med sortbrun pels. Hulmanaber når en kropslængde (hoved og krop) på mellem 41 og 78 centimeter og dertil kommer en op til 110 centimeter lang hale. Med en vægt på op til 23 kilogram hører de til de tungere langurer (tribus Presbytini). Nogle individer kan dog som voksne veje så lidt som 5,5 kg.

## Levevis
Hulmanaber opholder sig forholdsvis meget på jorden og bevæger sig her på alle fire. De klatrer godt og anvender den lange hale til at holde balancen. Undertiden springer de mere end 3-5 meter fra gren til gren i samme højde eller over 13 meter fra træets top til vegetation nær jorden. Individerne er aktive om dagen, sædvanligvis om morgenen og aftenen. Ligesom andre dyr der lever af blade kompenserer de for fødens lave næringsværdi med lange hvilepauser, for eksempel i dagens varmeste timer.
Individerne lever i grupper. Den almindeligste sociale form er et harem med en enkelt han og flere hunner med deres unger. Der forekommer også blandede grupper med flere hanner, hvor antallet af hunner er omkring dobbelt så stort som antallet af hanner. Alfahannen skiftes når en af de underordnede hanner bliver stærkere, når flokken deles i flere grupper eller når en han fra en ren hangruppe erobrer en flok med hunner.
En tredje form er grupper som kun består af hanner. Hannerne tilhører forskellige aldersgrupper og undertiden lever de hele livet i gruppen. I disse grupper findes normalt et udpræget hierarki. Gruppen har mellem 13 og 40 medlemmer. Beretninger om grupper med 100 individer drejer sig sandsynligvis om midlertidige sammenslutninger af forskellige grupper.
Når en ny han overtager et harem slår den ofte alle diende unger ihjel. Ældre ungdyr jages bort. Den nye alfahan parrer sig nu med så mange hunner som muligt. Ungerne slås ihjel, fordi hunner uden diende unger hurtigere bliver parringsparate.
Haremsgrupper lever normalt fredeligt med hinanden. Mødes to grupper med hanner opstår der undertiden mindre stridigheder. Hver gruppe har et revir hvis størrelse er afhængig af levestedet og gruppeformen. De største revirer kan være 22 km² store. Hulmanaber tolererer andre abearter i nærheden. I 1980 iagttoges en hun som gav die til en ung rhesusabe (Macaca mulatta).
Hulmanaber kommunikerer med forskellige lyde, fx særligt høje hyl. Også pelspleje spiller en betydelig rolle i deres sociale adfærd.

### Føde
Arterne er først og fremmest planteædere og æder især blade. Desuden indgår blomster, frø og frugter i føden. I nærheden af menneskelig beboelse æder de ofte afgrøder eller dyrkede grønsager. I regntiden indgår nogle insekter i føden og ved mangel på anden føde æder hulmanaber også bark.
Deres mavesæk er delt i fire sektioner som hjælper ved nedbrydningen af cellulosen. Desuden findes nyttige bakterier i mavesækken. Hvad dette angår minder de om drøvtyggere, hvilket er et eksempel på konvergent evolution.

### Formering
Hunner parrer sig i gennemsnit hvert andet år og føder normalt en enkelt unge ad gangen, tvillinger forekommer sjældent. De fleste unger fødes mellem januar og marts, i Himalaya noget senere: mellem april og juni. Drægtighedstiden varer cirka 200 dage.
Nyfødte unger har en sortbrun pels og klamrer sig fast til hunnens pels. Når ungen bliver ældre, hjælper andre hunner fra gruppen med opfostringen.
Efter ti til tolv måneder stopper hunnen med at give die. Hunner bliver kønsmodne efter 3 til 4 år, og hanner først efter 6 til 7 år. Normalt forlader hannerne gruppen på dette tidspunkt, mens hunnerne forbliver i gruppen. Livslængden i naturen er op til 20 år. Individer i fangenskab er blevet op til 25 år gamle.

## Hulmanaber og mennesker
I indisk mytologi identificeres hulmanaben som halvguden hanuman. Derfor lever der særligt mange individer i tempelanlæg. Det er forbudt at forstyrre disse dyr, også selv om de skulle hærge afgrøderne.
Dyr der ikke lever blandt mennesker trues af ødelæggelsen af deres levesteder.

## Arter
Oprindeligt regnedes alle taksa til arten Semnopithecus entellus. Siden 2001 skelnes mellem syv arter, men inddelingen er omstridt.
- Semnopithecus ajax lever i et mindre område i Kashmir. Den listes af IUCN som truet.
- S. dussumieri forekommer over store dele af det vestlige Indien.
- S. entellus (hulman) er temmelig almindelig i det østlige Indien og Bangladesh.
- S. hector lever i et mindre område ved Himalayas fod og listes som næsten truet.
- S. hypoleucos forekommer i det sydvestlige Indien.
- S. priam findes i det sydlige Indien og på Sri Lanka.
- S. schistaceus lever i det sydlige Himalaya i Nepal, Indien, Bhutan og det sydøstlige Tibet.